# Queen's Club Championships 1980
I Queen's Club Championships 1980 (conosciuti pure come Stella Artois Championships per motivi di sponsorizzazione) sono stati un torneo di tennis giocato sull'erba. È stata l'87ª edizione dei Queen's Club Championships e faceva parte del Volvo Grand Prix 1980. Si è giocato al Queen's Club di Londra in Inghilterra, dal 9 al 15 giugno 1980.

## Campioni

### Singolare
John McEnroe ha battuto in finale  Kim Warwick con il punteggio di 6–3, 6–1.

### Doppio
Rod Frawley /  Geoff Masters hanno battuto in finale  Paul McNamee /  Sherwood Stewart con il punteggio di 6–2, 4–6, 11–9.